# Talschluss

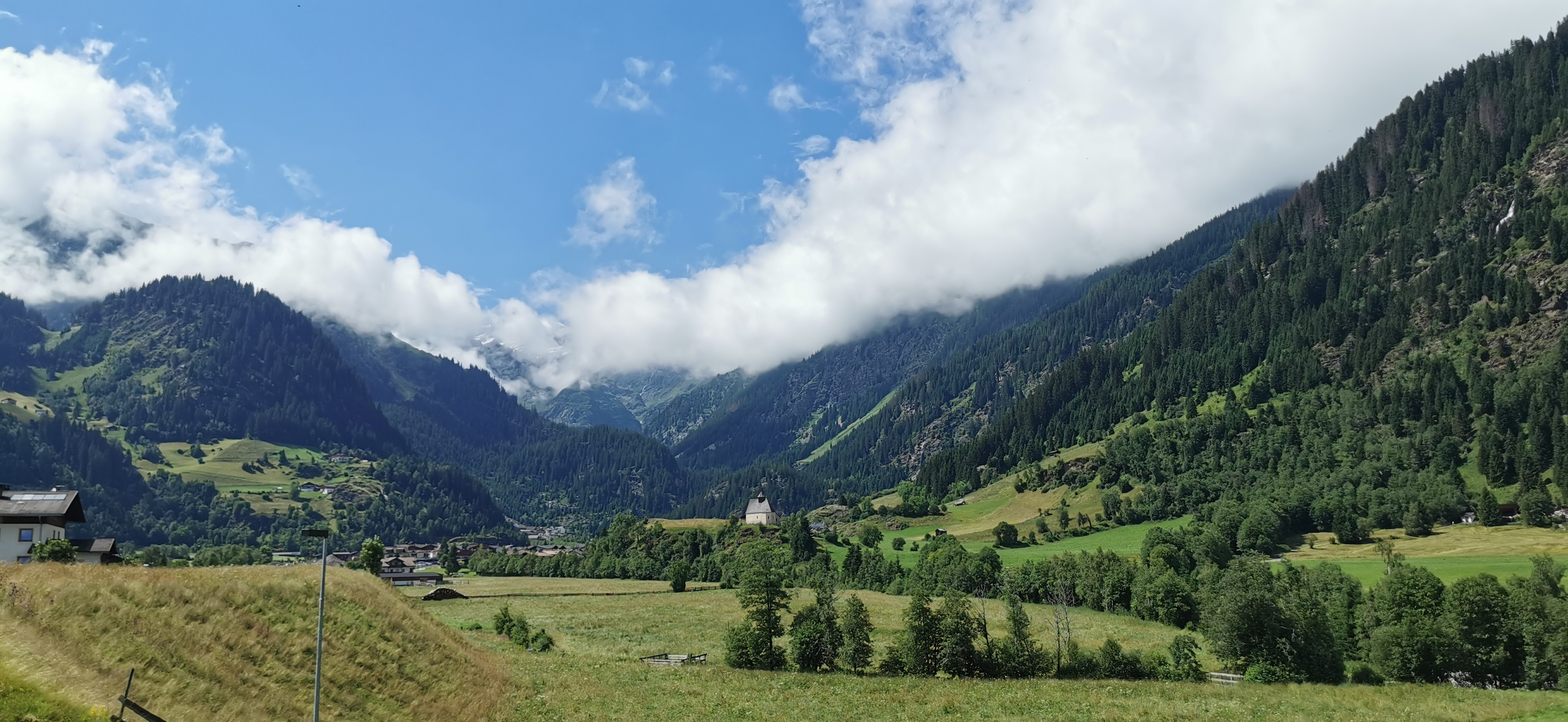
Talschluss des Ridnauntals (Südtirol)

Als Talschluss wird im Hochgebirge der oberste Teil eines Tales bezeichnet, wenn es sich mehrfach verzweigt und eine breite, gleichmäßig geneigte Mulde bildet.
Je höher der Talschluss liegt, desto mehr nähert sich seine geomorphologische Form der eines Kars an.
In Gebirgen mit vorwiegendem Kristallingestein sind die Talschlüsse im Regelfall wasserreich, teilweise sumpfig und tragen oft saftige Almwiesen, während sie bei Kalkgesteinen meist trocken und schotterbedeckt sind. Bei eiszeitlicher Gletscher-Bedeckung werden die Talformen auch durch Moränen geprägt; auch Bergseen finden sich häufig.
Siehe auch:
- Talkessel, Trogtal
- Landform